# Jonathan Rees
Jonathan Rees är en före detta privatdetektiv som anklagats för mordet på en kompanjon, suttit sju år i fängelse för att ha planterat narkotika i en privatpersons hem och som därefter arbetade för News of the World med illegala metoder.

## Planteringen av narkotika
I december 2000 fanns Jonathan Rees skyldig till att ha planterat kokain i en oskyldig kvinnas hem i syfte att misskreditera henne så att hon inte skulle vinna vårdnadstvisten om ett barn. För detta fick han ett sjuårigt fängelsestraff.

## News of the World
Efter fängelsestraffen anställdes Jonathan Rees av News of the World för att ta fram känslig information om kända personer för deras räkning. För att få tag i informationen använde han illegala metoder och tjänade 150 000 pund per år.